# Archidamos IV
Pour les articles homonymes, voir Archidamos.
Archidamos IV (en grec ancien Ἀρχίδαμος / Arkhídamos) est roi de Sparte d'environ 300 av. J.-C. à 275 av. J.-C..
Il est le fils d'Eudamidas Ier et d'Archidamia. On ignore la date exacte à laquelle il succède à son père ; ce dernier meurt probablement après 302-301 av. J.-C. et avant 295-294 av. J.-C., date à laquelle Archidamos est spécifiquement mentionné comme roi.
On ne connaît de son règne que sa campagne contre Démétrios Poliorcète, fils d'Antigone le Borgne. Il est défait une première fois à Mantinée, puis devant Sparte même. Pendant cette bataille, 200 Spartiates sont tués et 500 sont faits prisonniers. On ignore la date de sa mort. Pour certains, le silence des sources sur Archidamos après Mantinée implique qu'il meurt sur le champ de bataille. D'autres estiment que Plutarque, seule source sur cette bataille, n'aurait pas omis de mentionner son décès.
Archidamos IV n'est pas mentionné dans la liste des Eurypontides fournie par Pausanias le Périégète, sans doute parce qu'il confond Eudamidas Ier et Eudamidas II, respectivement son prédécesseur et son successeur.